# Tarnogród
Tarnogród là một thị trấn thuộc huyện Biłgorajski, tỉnh Lubelskie ở đông-nam Ba Lan. Thị trấn có diện tích 11 km². Đến ngày 1 tháng 1 năm 2011, dân số của thị trấn là 3362 người và mật độ 314 người/km².